# Arunima Sinha

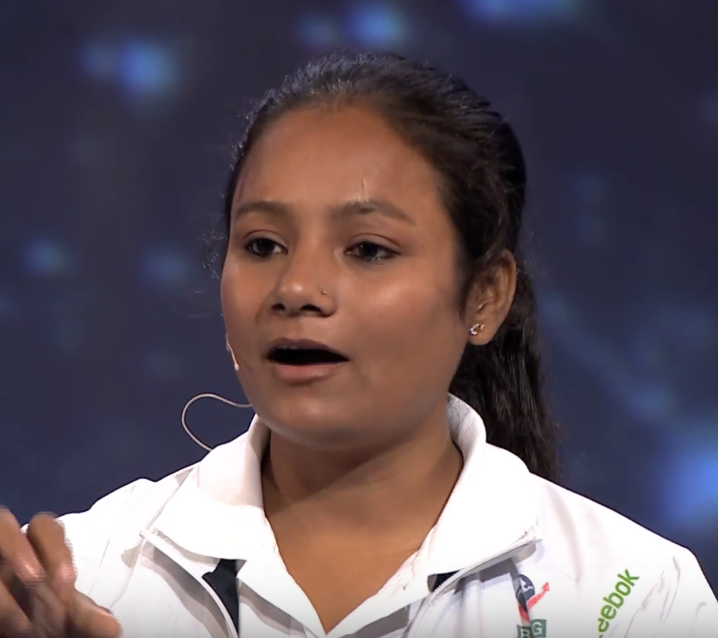
Arunima Sinha (2014)

Arunima Sinha (* 1988) ist eine indische Volleyballspielerin und Bergsteigerin. 2013 war sie die erste Frau mit einer Amputation, die den Mount Everest bestieg.

## Leben
Arunima Sinha wuchs in Ambedkar Nagar in Uttar Pradesh auf. Sie spielte erfolgreich auf nationalem Level Volleyball, musste diese Karriere jedoch 2011 beenden, nachdem ihr ein Bein als Folge eines Raubüberfalls amputiert werden musste. Bei diesem Raubüberfall wurde sie von den Tätern aus dem Zug geworfen, als sie Widerstand leistete. Die indische staatliche Eisenbahngesellschaft weigerte sich zunächst, rechtliche Ansprüche Sinhas aus dem Unfall anzuerkennen. Nach einem sieben Jahre dauernden Rechtsstreit wurde ihr schließlich eine Summe von 700.000 Rupien, das waren ungefähr 9000 Euro, zugesprochen. Arunima Sinha gründete die wohltätige Arunima Foundation, die vor allem Menschen mit Behinderungen unterstützt. 2018 erhielt sie die Ehrendoktorwürde der University of Strathclyde.
Arunima Sinha trainierte für die Everest-Besteigung mit Bachendri Pal, die als erste Inderin den Mount Everest bestieg. Bei der Besteigung im Mai 2013 gab es mehrfach Probleme mit ihrer Beinprothese und sie stürzte ebenfalls mehrfach. Nach dem Mount Everest bestieg Arunima Sinha auch den Kilimanjaro in Afrika, Mount Kosciuszko in Australien, den Aconcagua in Südamerika, die Carstensz-Pyramide in Indonesien und den Elbrus in Europa. Sie hat somit Gipfel auf fünf Kontinenten erstiegen.
Im Dezember 2014 gab Arunima Sinha ein Buch mit dem Titel Born again on the mountain heraus; Narendra Modi übernahm die Präsentation des Buches.

## Auszeichnungen
Für 2014 erhielt Arunima Sinha den Tenzing Norgay National Adventure Award. 2015 wurde sie mit dem Padma Shri, einem hohen indischen Zivilorden, ausgezeichnet. 2016 erhielt sie den Yash Bharti Award ihres Heimatstaates Uttar Pradesh.